# گئورگ پاپویان
گئورگ هاروتیونی پاپویان (ارمنی: Գևորգ Հարությունի Պապոյան؛ زادهٔ ۱۱ فوریهٔ ۱۹۸۷) یک اقتصاددان و سیاستمدار اهل ارمنستان است که از تاریخ ۵ مارس ۲۰۲۴ تا کنون در دولت سوم نیکول پاشینیان سمت وزارت اقتصاد ارمنستان را برعهده دارد. وی پیشتر از تاریخ ۲۰۱۹ تا ۴ مارس ۲۰۲۴ سمت نمایندگی دوره‌های هفتم و هشتم مجلس ملی جمهوری ارمنستان را برعهده داشت. 

## زندگی‌نامه
وی در ۱۱ فوریهٔ ۱۹۸۷ در اوجان به دنیا آمد و از دانشگاه دولتی اقتصاد ارمنستان فارغ‌التحصیل شد. 

## یادداشت
1. ↑  ՀՀ ԱԺ ֆինանսավարկային և բյուջետային հարցերի մշտական հանձնաժողովի նախագահ